# Atletismo nos Jogos Pan-Americanos de 1971 - 5000 m masculino
A prova dos 5000 m masculino nos Jogos Pan-Americanos de 1971 foi realizada em Cali, Colômbia.

## Medalhistas
| Ouro                                 | Prata                              | Bronze                 |
| Steve Prefontaine USA Estados Unidos | Steve Stageberg USA Estados Unidos | Mario Pérez MEX México |

## Resultados
| Posição           | Nome              | Nacionalidade      | Tempo    | Notas |
| ----------------- | ----------------- | ------------------ | -------- | ----- |
| Medalha de ouro   | Steve Prefontaine | USA Estados Unidos | 13:52.53 |       |
| Medalha de prata  | Steve Stageberg   | USA Estados Unidos | 14:00.76 |       |
| Medalha de bronze | Mario Pérez       | MEX México         | 14:03.98 |       |
| 4                 | Edmundo Warnke    | CHI Chile          | 14:05.57 |       |
| 5                 | Juan Martínez     | MEX México         | 14:14.38 |       |
| 6                 | Víctor Mora       | COL Colômbia       | 14:25.17 |       |
| 7                 | Victoriano López  | GUA Guatemala      | 14:38.55 |       |
| 8                 | Héctor Ortíz      | PUR Porto Rico     | 14:45.77 |       |